# L-Treoninska dehidrogenaza
L-Treoninska dehidrogenaza je enzim koji posreduje katabolizam treonina. On katalizuje njegovu konverziju u glicin preko 2-amino-3-ketobutirata uz istovremenu redukciju NAD+ molekula.